# Dachsbräu
Dachsbräu est une brasserie à Weilheim in Oberbayern, dans le Land de Bavière.

## Histoire
La brasserie Dachsbräu est fondée à Weilheim en 1879 par le brasseur munichois Georg Dachs (auparavant à la Gabelsbergerstrasse 61 à Munich).
À cette fin, Georg Dachs achète une propriété agricole avec le terrain associé "Am Saliteranger", qui était en vente aux enchères. L'année de sa création, Dachs produit de la Weizenbier et de la bière brune. Les petits-enfants du fondateur de la brasserie meurent pendant la Seconde Guerre mondiale, la veuve Berta Dachs épouse son deuxième mari Gustl Beck, qui assure l'exploitation de l'entreprise dans les années d'après-guerre. En 1956, la société Steinecker (aujourd'hui Krones) à Freising investit dans la première brasserie au monde chauffée à l'eau chaude.
Dans les années 1970, le neveu de Beck, le maître brasseur Ulrich Klose rejoint l'entreprise et en 1973, une nouvelle usine de remplissage de bouteilles est construite. La brasserie est la dernière de Weilheim.

## Production
- Ulimator (Dunkler Doppelbock)
- Dunkel
- Hell
- Weilheimer Festbier
- Weilheimer Jubiläumsbier
- Weilheimer Urhell
- Leichtes Hefeweizen
- Weizen
- Maibock (Heller Bock)
- Weizenbock